# Emil Klusmeier
Emil Klusmeier (* 27. Juli 1912 in Bochum; † 19. Januar 1982 in Bochum) war ein deutscher Marineoffizier und U-Boot-Kommandant im Zweiten Weltkrieg, danach Kaufmann.

## Leben

### Vor dem Krieg
Geboren und aufgewachsen in Bochum, trat der junge Emil Klusmeier im Jahr 1930 in die deutsche Reichsmarine ein. Nach Gründung der Wehrmacht wurde diese am 1. Juni 1935 in Kriegsmarine umbenannt. Von Oktober 1937 bis September 1940 diente er dort in der U-Boot-Flotte im Rang eines Obersteuermanns (ObStrm). Von 1938 bis 1939 war er Wachoffizier auf U 5 unter dem Kommando von Kapitänleutnant (KptLt.) Günter Kutschmann.

### Während des Krieges

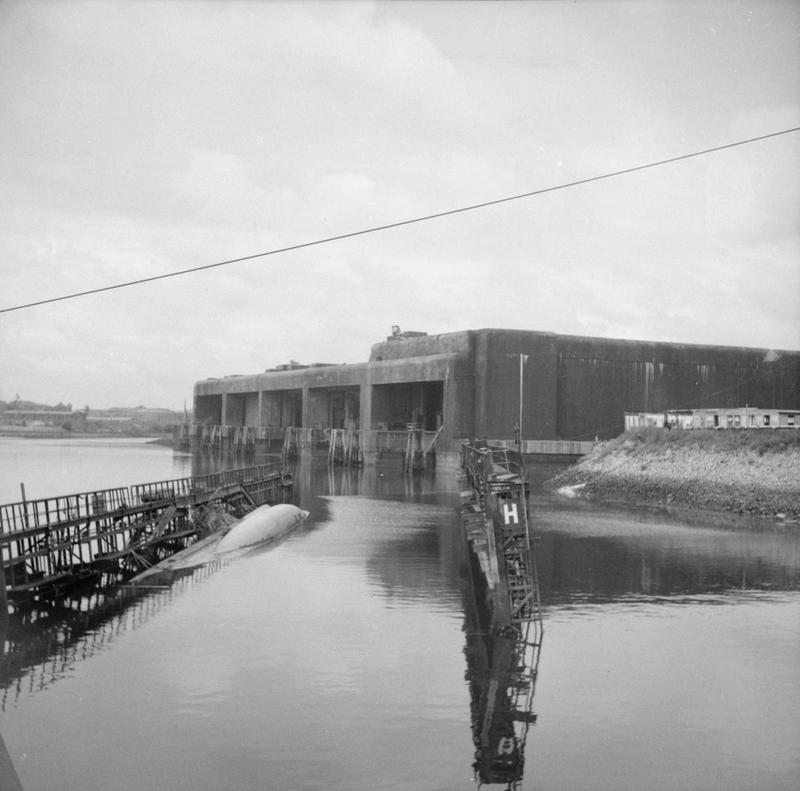
Der U-Boot-Bunker Fink II in Hamburg-Finkenwärder mit einem gekenterten U-Boot im Vordergrund (Foto 1945)

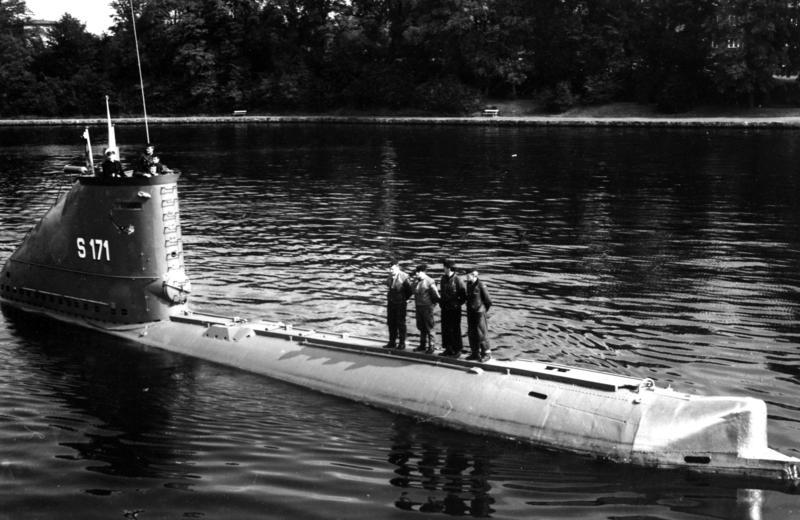
Nachkriegsaufnahme von U 2367 (damalige NATO-Bezeichnung S 171), einem baugleichen Schwester-U-Boot von U 2336

Im Oktober 1940 wurde er zum Stab des Befehlshabers der U-Boote (BdU) abgestellt. Von Januar bis April 1944 absolvierte er Kommandantenlehrgänge und wurde anschließend als Kommandantenschüler auf U 963 unter Oberleutnant (Oblt.z.S.) Karl Boddenberg versetzt. Das Boot lief während der Zeit der alliierten Operation Overlord (Landung in der Normandie im Juni 1944, auch genannt „D-Day“) nur zu einer kurzen dreitägigen Fahrt aus.
Wieder an Land, durchlief Klusmeier im Juli 1944 die Baubelehrung für die damals neuen und hochmodernen Elektro-U-Boote vom Typ XXIII. Am 16. Oktober 1944 wurde er Kommandant von U 2340. Die Kiellegung des Bootes war am 18. August 1944 bei der Deutschen Werft in Finkenwärder (damalige Schreibweise) und der Stapellauf noch im gleichen Jahr am 28. September erfolgt. Kurz darauf wurde es unter dem inzwischen zum Offizier beförderten Oblt.z.S. Emil Klusmeier in Dienst gestellt. Er begann innerhalb der 32. U-Flottille mit der Ausbildung der Besatzung und Probefahrten in der Ostsee.
Am 31. März 1945 wurde sein Boot, im Hamburger Hafen liegend, bei einem Luftangriff der Royal Air Force (RAF) schwer beschädigt und sank. Zeitgleich wurden auch die U-Boote (vom Typ VIIc) U 348, U 350, U 1131 und U 1167 durch Bomben zerstört. Der Kommandant von U 2336, Oblt.z.S. Jürgen Vockel, wurde bei diesem Bombenangriff durch Splitter tödlich verletzt, während sein Boot, vom Typ XXIII, unbeschädigt blieb. Am Tag darauf, dem 1. April 1945, wurde Emil Klusmeier zum Kapitänleutnant (KptLt.) befördert und übernahm am selben Tag, in Nachfolge von Vockel, das Kommando über U 2336.
Unter dem Kommando von Kapitänleutnant Emil Klusmeier führte U 2336 in der Zeit vom 18. April bis zum 14. Mai 1945 seine einzige Feindfahrt aus. Nachdem es am 18. April aus Kiel ausgelaufen war, nahm es zunächst Kurs auf Kristiansand. Es erreichte die norwegische Hafenstadt am 23. April und verließ sie wieder am 1. Mai mit dem Operationsziel schottische Ostküste. Am Abend des 7. Mai 1945 sichtete Klusmeier vor dem Firth of Forth die zum britischen Geleitzug EN 491 gehörenden Frachter Avondale Park (2878 BRT) (Lage) und Sneland I (1791 BRT) (Lage) und versenkte sie kurz vor 23 Uhr mit jeweils einem Torpedo. Dies waren die letzten Versenkungen überhaupt, die ein deutsches U-Boot im Zweiten Weltkrieg durchführte.
Trotz intensiver Verfolgung durch britische Zerstörer und mehrerer Angriffe durch Wasserbomben, die U 2336 nahezu unbeschadet überstand, gelang es Klusmeier, nachdem er das Boot nahe einem Felsen vor den Wasserbomben geschützt hatte, am nächsten Morgen aus dem Firth of Forth zu entkommen, und Besatzung und Boot sicher nach Hause zu führen. U 2336 lief spät abends am 14. Mai 1945 unbehelligt im bereits von britischen Soldaten besetzten Kiel wieder ein.

### Nach dem Krieg
Kurz nach dem Einlaufen wurde Klusmeier von den Briten vorgeworfen, den von Karl Dönitz zum Zeitpunkt der beiden Torpedotreffer bereits ausgegebenen allgemeinen Befehl, nämlich keine Angriffe mehr durchzuführen, absichtlich missachtet zu haben. Klusmeier hat stets beteuert, diesen Befehl nicht rechtzeitig erhalten zu haben. Angesichts der Tatsache, dass sein modernes Elektro-U-Boot ohne aufzutauchen bis zu drei Tage unter Wasser operieren konnte, und die U-Boote im getauchten Zustand nicht in der Lage waren, Funksprüche zu empfangen, ist seine Aussage als glaubhaft zu bewerten.
Auch die Briten, die Klusmeier am Morgen des 15. Mai noch erlaubt hatten, durch eine kurze Ansprache vor seiner Mannschaft und anschließendes Niederholen der Kriegsflagge sein Boot formell außer Dienst zu stellen, glaubten ihm. Er wurde zwar verhaftet und musste sich einigen Verhören unterziehen und wäre im Fall eines nachgewiesenen Kriegsverbrechens ohne Zweifel zum Tode verurteilt worden, jedoch im Juli 1945 nach zwei Monaten aus britischer Kriegsgefangenschaft wieder freigelassen.
Nach der Kriegsgefangenschaft kehrte er in seine Heimatstadt Bochum zurück, wo er mit seiner Frau Elisabeth („Lisa“) im Stadtteil Wiemelhausen an der Brenscheder Str. 49 viele Jahre lang einen Haushaltswarenladen führte. Später eröffneten sie ein zweites Geschäft im Vietingsweg 1 (heute Rüsenacker 1), hier für Heimwerkerbedarf.
Für seine späteren Tätigkeiten als Handelsrichter und seine unternehmerischen Leistungen erhielt er 1981 durch  Bundespräsident Karl Carstens das Bundesverdienstkreuz. Ein Foto von Emil Klusmeier mit seinem Enkel Christian war in vielen Zeitungen zu sehen.
Emil Klusmeier starb im Alter von 69 Jahren.